# Торсон, Линда
Линда Торсон (англ. Linda Thorson, род. 18 июня 1947) — канадская актриса. Известность получила благодаря своему дебюту в телесериале Мстители. Наиболее известные фильмы Валентино, Другая сестра и Розовое чувство.

## Биография
Линда Робинзон родилась в городе Торонто в Канаде и была вторым ребёнком в семье. Её отец, педагог физики, и её мать, Джун, в общей сложности воспитывали четырёх детей: старшую сестру Барбару, Линду и двух младших братьев — Гранта и Мартина.
После того как Линда окончила женскую школу-пансионат, она прошла курс обучения секретаря и устроилась работать в компанию по производству кондитерских изделий, где работал её отец.
В 1964 году она вышла замуж за оператора Барри Бергторсона и взяла его фамилию, чуть позже сократив её до Торсон для сценической звучности.
В 1965 году переехала в Лондон с целью заняться уроками танцев и вокалом. Осенью поступила в школу Королевской академии драматических искусств, которую закончила в апреле 1967 г. Получив диплом как лучший студент на вокальном отделение (сопрано), она начала заниматься балетом и уроками игры на фортепьяно. В этом же году состоялась её первая телепостановка «Месяц в деревне» по повести И.Тургенева (показанной впервые на ТВ лишь в 1977 г), в которой также участвовали Сюзанна Йорк и Иэн Макшейн.
Летом 1967 г. она прошла кастинг у известного режиссёра Джона Хьюстона на роль Энни в фильме «Грешный Дэви», но неудачно, роль получила актриса Памела Франклин. После чего осенью подписала контракт на съемки в сериале «Мстители», где играла вплоть до начала 1969 г. К сожалению роль Тары Кинг в сериале была отмечена не столь успешно как её предшественница Эмма Пил в исполнение Дайаны Ригг и карьера актрисы пошла на убыль. Первое время она часто появлялась в различных телефильмах, передачах и мероприятиях во Франции (единственная страна, где персонаж был более популярен чем Эмма Пил), но желание попасть на большой экран заставляло Линду без разбора появляться во второсортных картинах. В 1968 и 1970 она записала несколько музыкальных композиций и пару раз появилась в рекламных роликах, но начиная с 1990-х так и осталась в малобюджетном кино.

## Личная жизнь
- Барри Бергторсон (телевизионный оператор, 1964—1965)
- Сирил Дж. Смит (техасский бизнесмен, 21 апреля 1979 — 25 ноября 1981)
- Билл Боггс (журналист, актёр, 18 ноября 1984—1986). Сын Тревор (1985 г. рождения)[1].
- Гэвин Митчелл (кинодизайнер, 20 ноября 2005 — 2011). Партнёр по бизнесу с конца 90-х. Познакомилась на съемках сериала Кун-фу: Легенда продолжается.

## Фильмография

### Фильм
| Год     | Заголовок                  | Роль                  | Примечания     |
| ------- | -------------------------- | --------------------- | -------------- |
| 1977 г. | Валентино                  | Билли Стритер         |                |
| 1978 г. | Греческий магнат           | Анджела               |                |
| 1983 г. | Шторы                      | Брук Парсонс          |                |
| 1985 г. | Стеклянные стены           | Андреа                |                |
| 1986 г. | Джоуи                      | Директор О'Нил        |                |
| 1986 г. | Сладкая свобода            | Грейс Джеймс          |                |
| 1988 г. | Олимп Форс                 | Афина                 |                |
| 1999 г. | Бросить это                | Марлен Гиганте        |                |
| 1999 г. | Другая сестра              | Дрю                   |                |
| 2002 г. | Ни жив ни мёртв            | Судья Джейн Макферсон |                |
| 2004 г. | Почти натурал              | Мать Джайлза          |                |
| 2004 г. | Прямо во тьму              | Мария                 |                |
| 2006 г. | Макс Хаос: Кольцо огня     | Дениз Блейн           |                |
| 2011    | Человек в поезде           | Сестра                |                |
| 2016    | Второй раз вокруг          | Кэтрин                | Соруководитель |
| 2022    | Лев против маленьких людей | Гейл Беннет           |                |

### Телевидение
| Год     | Заголовок                          | Роль                | Примечания                                                                   |
| ------- | ---------------------------------- | ------------------- | ---------------------------------------------------------------------------- |
| 1968–69 | Мстители                           | Тара Кинг           | Обычная роль                                                                 |
| 1973 г. | Триллер                            | Тони Таннер         | "Сердцеед"                                                                   |
| 1976 г. | Признания Хауэрда                  | Канун               | "1,5"                                                                        |
| 1977 г. | Месяц в деревне                    | Вера Александровна  | телефильм                                                                    |
| 1977 г. | Король Кенсингтона                 | Сюзанна             | "Учитель"                                                                    |
| 1978 г. | Les Palmiers du Métropolitain      | Анна                | телефильм                                                                    |
| 1978 г. | Возвращение святого                | Алмаз               | "Римский факел"                                                              |
| 1979 г. | Великий детектив                   | Сара Лайалл         | «Убийство на болоте Бленхейм»                                                |
| 1980 г. | Мэтт и Дженни                      | Энн Уинфилд         | "Вагон поезд на запад"                                                       |
| 1981 г. | Двое из нас                        | Мелисса             | "Наверху, внизу"                                                             |
| 1981 г. | Закон Макклейна                    | Тери Филдс          | «Портрет товарища по играм»                                                  |
| 1982 г. | Великий детектив                   | Сара Лайалл         | «Смерть при доставке»                                                        |
| 1984 г. | Утраченная честь Кэтрин Бек        | Кори Фурман         | телефильм                                                                    |
| 1985 г. | Лайм-стрит                         | Ули                 | «Бриллианты не вечны»                                                        |
| 1985 г. | Св. В другом месте                 | миссис Кокрейн      | «Потерянные и найденные в космосе», «Близкие контакты», «Наблюдай за небом». |
| 1986 г. | Слепое правосудие                  | Памела              | телефильм                                                                    |
| 1986 г. | Спенсер: по найму                  | Карен Купер         | "В аду нет ярости"                                                           |
| 1986 г. | Подработка                         | Агент Грегори       | "Симфония в заброшенном доме"                                                |
| 1987 г. | Династия                           | Доктор Мэнсфилд     | «День рождения», «Испытание».                                                |
| 1987 г. | Сказки с темной стороны            | Элизабет Итон       | «Старые знакомые»                                                            |
| 1987 г. | Зоопарк Бронкса                    | Конни Дельвеккио    | «Признаки жизни», «Маленькие победы», «Нравственное уравнение».              |
| 1987–88 | Поместье Марблхед                  | Хиллари Стоунхилл   | Главная роль                                                                 |
| 1988 г. | Бак Джеймс                         | Лаура Браун         | «Акт агрессии»                                                               |
| 1989 г. | Пустое гнездо                      | Дженис Брэттл       | "Чем больше вещей меняется..."                                               |
| 1989–92 | Одна жизнь, чтобы жить             | Джулия Медина       | Обычная роль                                                                 |
| 1990 г. | Монстры                            | Джессика            | "Новая женщина"                                                              |
| 1993 г. | Тропическая жара                   | Джанет              | «Последний из великолепных»                                                  |
| 1993 г. | Звездный путь: Следующее поколение | Гуль Осетт          | " Погоня "                                                                   |
| 1994 г. | Уличное право                      | Эллен Филипчук      | "На следующее утро"                                                          |
| 1994 г. | АНГЛ                               | Барбара Столлери    | "Перед топором"                                                              |
| 1994 г. | Кунг-фу: Легенда продолжается      | Хелен Ричмонд       | "Друг Лори"                                                                  |
| 1996 г. | Кунг-фу: Легенда продолжается      | Джина Синклер       | "Реквием"                                                                    |
| 1997 г. | Мертвая тишина                     | Констанс Стэнли     | телефильм                                                                    |
| 1997 г. | Ф / Х: Сериал                      | Кассандра Деларосса | "Медея"                                                                      |
| 1998–99 | Эмили Новолуния                    | Изабель Мюррей      | Обычная роль                                                                 |
| 1999–00 | Обруч Жизнь                        | Эмили Йегер         | Главная роль                                                                 |
| 2001 г. | Закон и порядок                    | Марта Тейлор        | "Владение"                                                                   |
| 2006 г. | Жизненно важные признаки           | миссис Перси        | "1,6"                                                                        |
| 2006 г. | Безмолвный свидетель               | Энн Уитон           | «Основная часть работы: части 1 и 2»                                         |
| 2006 г. | Жены, которых он забыл             | Ева                 | телефильм                                                                    |
| 2006–07 | Эммердейл                          | Розмари Кинг        | Обычная роль                                                                 |
| 2008 г. | Врачи                              | Кэрол Фрэнсис       | "Еще один день"                                                              |
| 2011    | Преданный идее                     | Айседора            | телефильм                                                                    |
| 2011    | Точка возгорания                   | Элейн Стернс        | "Сквозь темное стекло"                                                       |
| 2012    | Слушатель                          | миссис Слэттерли    | "Галерея мошенников"                                                         |
| 2012    | Спасение надежды                   | Мелисса Херст       | "Вне поля зрения"                                                            |
| 2012    | Сильвия Плат: девушка-детектив     | Оливковое           | Сериал                                                                       |
| 2013    | Новичок Синий                      | Элеонора Уорд       | "К лучшему, к худшему"                                                       |
| 2014    | Транспортер: Сериал                | Рэй Хенсон          | "Шестнадцать рук"                                                            |
| 2014    | Лучшая рождественская вечеринка    | Петра               | телефильм                                                                    |
| 2015    | Две ошибки                         | Джуди               | телефильм                                                                    |
| 2018    | Свободный повод                    | Вильма              | Сериал; 2 серии                                                              |
| 2018    | Новый Амстердам                    | Миссис Монаган      | Эпизод: «Границы»                                                            |
| 2019    | Шиттс-Крик                         | Глория Грегсон      | Эпизод: «Знакомство с родителями»                                            |
| 2019    | Добрая Ведьма                      | миссис Хансен       | Эпизод: «Выпускной»                                                          |
| 2020    | Маленькие птицы                    | Глэдис Сэвидж       | Эпизод: № 1.1                                                                |
| 2020    | Харди Мальчики                     | Глория Эстабрук     | 13 серий                                                                     |
| 2021    | Клятвы, которые мы держим          | Симона              | телефильм                                                                    |

## Награды
- В 1970, вместе с Патриком Макни получила в Париже специальную награду «The Prix Triomphe» за заслуги в сериале «Мстители».
- В 1982 году была удостоена награды за роль в театральной постановке «Ручеек».
- В 1984 году получила награду «Drama Desk» за роль в театральной постановке «Не шуметь»
- В 2000, награждена премией BAFTA за роль Тары Кинг в Мстителях наряду с другими героями сериала.
- В 2007 г. наряду с другими исполнителями номинировалась на премию «British Soap» за сюжетный диалог в сериале «ферма Эммердейл».